# 2-cloroetanol
2-cloroetanolul (denumit și clorhidrină etilenică sau clorhidrină glicolică) este un compus organic cu formula chimică HOCH2CH2Cl și cea mai simplă beta-halohidrină (de tipul clorhidrină). Este un lichid incolor și are un miros plăcut eteric. Este miscibil cu apa. Molecula este bifuncțională, constând atât dintr-o grupă funcțională clorură de alchil, cât și dintr-o grupă funcțională alcool.

## Obținere
2-cloroetanolulul este obținut în urma reacției dintre etilenă și acid hipocloros:
În trecut, era obținut la scară industrială pentru utilizarea sa ca precursor al etilenoxidului:

## Toxicitate
2-cloroetanolul este un compus toxic cu o valoare LD50 de 89 mg/kg la șobolani. Similar cu restul compușilor organoclorurați, prin descompunere termică eliberează acid clorhidric și fosgen.